# Priapulidae
Priapulidae is een familie in de taxonomische indeling van de peniswormen (Priapulida).

## Onderliggende taxonomie
- Familie Priapulidae
  - Geslacht Acanthopriapulus
    - Acanthopriapulus horridus

  - Geslacht Priapulopsis
    - Priapulopsis australis
    - Priapulopsis cnidephorus
    - Priapulopsis bicaudatus

  - Geslacht Priapulus
    - Priapulus abyssorum
    - Priapulus caudatus
    - Priapulus tuberculatospinosus